# يوجينيو هيلاريو
يوجينيو هيلاريو (بالإسبانية: Eugenio Hilario)‏ هو لاعب كرة قدم إسباني، (و. 1909 – 1944 م). لعب مع ريال مدريد.

## وصلات خارجية
- يوجينيو هيلاريو على موقع قاعدة بيانات كرة القدم.إي يو (الإنجليزية)
- يوجينيو هيلاريو على موقع عالم كرة القدم.نت (الإنجليزية)